# Udea tetragramma
Udea tetragramma là một loài bướm đêm trong họ Crambidae.